# Michael Burke (10e comte de Clanricard)
Michael Burke, 10e comte de Clanricard (1686-1726) est un pair irlandais.

## Biographie
Il est le fils de John Burke (9e comte de Clanricard) et fait ses études au Collège d'Eton et à Christ Church, Oxford. Il est nommé gouverneur de Galway en 1712 et investi en tant que conseiller privé en Irlande le 15 juillet 1726.
À sa mort, il est enterré à Christchurch, à Dublin. Il épouse Anne, fille du président John Smith et veuve de Hugh Parker, qui est mort en 1732, et est enterré dans la nef de l'abbaye de Westminster. Ils ont 2 fils et 2 filles. Son fils survivant, John Smith de Burgh (11e comte de Clanricard) lui succède.